# Marcela Serrano
Marcela Serrano (née en 1951 à Santiago du Chili) est une romancière chilienne.

## Biographie
Elle est née en 1951 à Santiago du Chili. Elle est la fille d'une romancière, Elisa Serrana, et d'un ingénieur et essayiste Horacio Serrano. Elle effectue des études artistiques, à l'université catholique du Chili, obtient un diplôme en gravure en 1983 puis s'oriente vers les arts d'avant-garde. En 1973, à la suite du coup d'État militaire du général Pinochet qui renverse le président Salvador Allende, elle s'exile quelques années à Rome.
En 1977, Marcela Serrano revient dans son pays, mettant fin à son exil. Elle commence son activité littéraire en 1991 avec Nosotros que nos queremos, publié pour la première fois en 1994 et qui obtient cette même année 1994 le prix Sor Juana Inés de la Cruz. Elle multiplie ensuite les publications littéraires, évoquant dans ses œuvres la maternité, la solidarité faminine, les relations avec les hommes, la sexualité, etc. Son roman Lo que esta en mi corazon a été finaliste du Prix Planeta en 2001.